# John de Worcester
John de Worcester (muerto c. 1140) fue un monje y cronista inglés que trabajó en el Priorato de Worcester . Es considerado el autor del Chronicon ex chronicis.

## Chronicon Ex chronicis
El Chronicon ex chronicis es una amplia historia del mundo qué empieza con la creación y finaliza en 1140. El marco cronológico del Chronicon fue presentado por la crónica de Marianus Scotus (m. 1082). Una gran cantidad de material adicional, particularmente relacionada con la historia inglesa, estaba incluida en su obra.

### Autoría
La mayor parte del trabajo, hasta 1117 o 1118, fue atribuido al principio a Florence de Worcester basándose en la entrada de su muerte en el anal de 1118, que reconoce su habilidad e industria para hacer de la crónica un trabajo tan prominente. Desde este punto de vista, el otro monje de Worcester, John, meramente habría escribió la parte final del trabajo. Sin embargo, hay dos objeciones principales contra la adscripción a Florence. Primero, no hay ningún cambio de estilo en el Chronicon después de la muerte de Florence, y segundo, ciertas secciones anteriores a 1118 se basan hasta cierto punto en la Historia novorum de Eadmer de Canterbury, que fue completada en algún momento entre 1121–1124.
La opinión que prevalece hoy en día es que John de Worcester fue el autor y compilador principal. Se le nombra explícitamente como autor de dos entradas para 1128 y 1138, y dos manuscritos (CCC MS 157 y el chronicula) fueron escritos por su mano. Fue visto trabajando en ellos a petición de Wulfstan, obispo de Worcester, cuándo el cronista anglonormando Orderico Vital visitó Worcester:

### Manuscritos
El Chronicon sobrevive en cinco manuscritos (y un fragmento en una hoja sola):

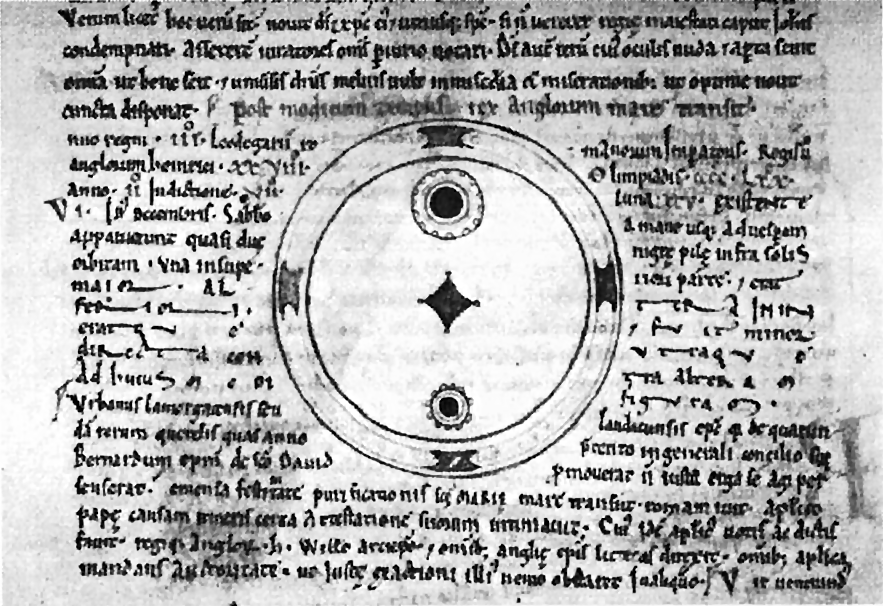
Dibujo de mancha solar en 1128, por John de Worcester.

- MS 157 (Oxford, Corpus Christi College). El manuscrito principal, copia de trabajo utilizada por John.
- MS 502 (Dublín, Trinity College).
- MS 42 (Biblioteca del Palacio de Lambeth ).
- MS Bodley 297 (Oxford, Biblioteca Bodleiana).
- MS 92 (Cambridge, Corpus Christi College).

Además, existe la chronicula, una crónica menor basada en el propio Chronicon: MS 503 (Dublín, Trinity College), escrito por John antes de 1123.